# Denis Knitel
Denis Aleksandrovich Knitel - em russo, Денис Александрович Книтель (Duxambé, 29 de novembro de 1977) é um ex-futebolista tajique.

## Carreira
Foi revelado pelo Shodmon Gissar, em 1994, jogando 3 temporadas pela equipe. Entre 1996 e 1997, defendeu o Sitora, onde permaneceria até 1997.
No Varzob Duxambé, Knitel atuou entre 1998 e 2000, conquistando um tricampeonato nacional e uma Copa do Tajiquistão - foram os únicos títulos dele em toda a carreira. Ele ainda teve passagens pelo futebol da Rússia, defendendo Zhemchuzhina-Sochi (29 jogos e um gol), Kuzbass-Dynamo Kemerovo (11 partidas) e Spartak Shchyolkovo, onde jogou 117 vezes e fez 4 gols, aposentando-se em 2008.

## Seleção Tajique
Pela Seleção Tajique, Knitel disputou 11 jogos entre 2000 e 2003. Seu único gol com a camisa dos Leões Persas foi justamente em sua estreia, na vitória por 16 a 0 sobre Guam (a maior da história da equipe), pelas eliminatórias asiáticas da Copa de 2002.

## Títulos
Varzob Dushanbe
- Campeonato Tajique: 3 (1998, 1999, 2000)
- Copa do Tajiquistão: 1 (1999)